# Turritis
- Commons
- Wikispecies

Turritis L. é um género botânico pertencente à família Brassicaceae.

## Espécies
- Turritis drummondii (A. Gray) Lunell
- Turritis glabra L.
- Turritis laevigata Muhl. ex Willd.
- Turritis mollis Hook.
- Lista completa

## Classificação do gênero
| Sistema | Classificação                        | Referência               |
| ------- | ------------------------------------ | ------------------------ |
| Linné   | Classe Tetradynamia, ordem Siliquosa | Species plantarum (1753) |